# Пізня античність

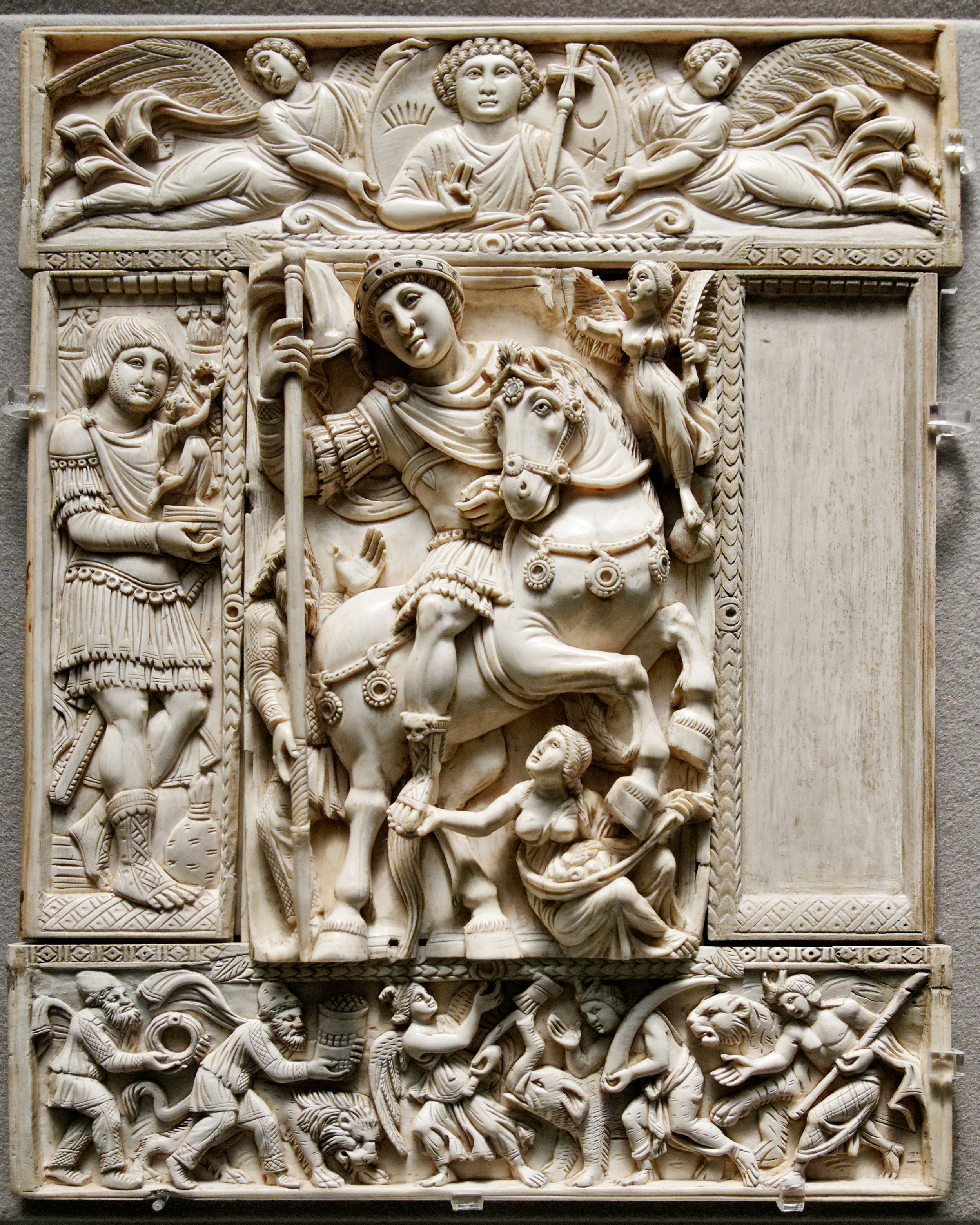
Диптих Барберіні — пізньовізантійське різьблення по слоновій кістці з імперського диптиху з імператорської майстерні в Константинополі І половини VI ст., часів династій Левів та Юстиніана (зберігається в Луврі)

Одна з найвідоміших споруд пізньої античності — Собор Святої Софії в сьогоднішньому Стамбулі (будований з 532 за Юстиніана). Мінарети було додано лише після завоювання Константинополя турками в 1453 році.

Пізня Античність — періодизація, яку використовують історики материкової частини Європи, середземноморського світу і Близького Сходу для опису часу переходу від античності до Середньовіччя. Термін уперше з'явився німецькою мовою в 1853 році у вигляді виразу «доба пізньої античності» (нім. spätantike Zeit) у доробку історика культури Якоба Буркгардта. Наприкінці XIX століття австрійський мистецтвознавець Алоїз Рігль ужив сучасну форму «пізня античність» (нім. Spätantike), після чого термін набув популярності серед німецькомовних істориків на початку XX сторіччя, а також закріпився у науковому обігу завдяки соціологічним дослідженням Макса Вебера. В англійську мову потрапив як буквальний переклад із німецької почасти завдяки працям британського історика Пітера Брауна, зокрема його розвідці «Світ пізньої античності» (1971).
Точні межі цього періоду є предметом дискусій, так Пітер Браун запропонував часовий проміжок від II по VIII століття н. е. Загалом це можна розглядати як період від кінця кризи третього століття Римської імперії (~235–284 рр.) до реорганізації Східної Римської імперії за Іраклія та арабських завоювань в середині VII століття або якоїсь точки раніше, якщо брати до уваги Схід.
На Заході кінцева точка була раніше, з початком Раннього Середньовіччя, який, як правило, відносять до VI сторіччя, або й раніше, якщо дивитися на західних рубежах імперії. 
Римська імперія зазнала значних соціальних, культурних і організаційних змін, починаючи від правління Діоклетіана, який завів звичай поділу імперії на Східну і Західну половини, де правили різні імператори. Починаючи з Костянтина Великого, в імперії проходила християнізація та було засновано нову столицю Константинополь. Міграції германських племен від кінця IV століття неодноразово порушували межі підвладних Римській імперії земель, кульмінацією чого у 476 році стало остаточне падіння Західної Римської імперії, якій на зміну прийшли так звані варварські королівства. Отриманий культурний сплав греко-римських, германських і християнських традицій заклав підвалини подальшої культури Європи.  
Загальний спад чисельності населення, технологічних знань і рівнів життя в Європі в цей період став для письменників від доби Відродження до недавніх часів архетиповим прикладом суспільного розпаду. У результаті цього занепаду і, зокрема, відносної нечисленності історичних записів з Європи, період між падінням імперії та Середньовіччям став відомим як Темне середньовіччя — термін, який у більшості поточних періодизацій замінено на «пізню античність».
У мистецтві та літературі тієї епохи під впливом навіяних християнством форм і тем витворився власний характерний стиль, на якому відбилися також східні впливи. Крім того, Пізня Античність пройшла під знаком реформування армії та адміністрації Діоклетіаном і Костянтином, зміцнення священного становища імператора, завершеного за Юстиніана, переселення народів і внаслідок цього — перетворення, в кінцевому підсумку, західної частини Римської імперії в той германо-романський світ, яким позначене європейське середньовіччя.